# Make Luv
Singles de Room 5 et Oliver Cheatham
Music And You
(2003)
Make Luv est un single de 2003 par Room 5 comportant la voix samplée d'Oliver Cheatham.
Il remporta la première place des ventes de singles au Royaume-Uni, le 30 mars 2003, où il est resté durant 4 semaines. Le titre du single est un remix du tube Get Down Saturday Night de Oliver Cheatham. C'était la musique du générique de l'émission de télé-réalité de TF1 en 2003, Nice People. De nouvelles versions de Make Luv sont sorties en 2005 avec l'album "Make Luv: The 2005 Mixes", qui inclut des remixes officiels de DJ Tonka, Laurent Konrad et Axwell.

## Liste des pistes
1. Radio Version
2. Extended Mix
3. Axwell Remix